# Anatèm
Pour l’article ayant un titre homophone, voir Anathème.
Anatèm (titre original : Anathem) est un roman de science-fiction de l'écrivain américain Neal Stephenson publié en 2008 puis traduit en français et paru en deux tomes aux éditions Albin Michel en 2018, (après une tentative abandonnée par les éditions Bragelonne avec Jean-Louis Trudel à la traduction). Le roman a obtenu le prix Locus du meilleur roman de science-fiction 2009.

## Résumé
Dans un monde où les mathématiciens et les philosophes se sont reclus dans des mynstères, des sanctuaires fonctionnant à la manière d'un monastère, fra Érasmas est un jeune chercheur de la congrégation de Saunt-Édhar. Peu de temps avant l'ouverture des portes de leur communauté, ayant lieu tous les dix ans, l'observatoire du mynstère se retrouve être condamné par ordre de l'inquisition.
Il s'ensuit toute une recherche de ce qui a pu pousser l'inquisition à prendre une telle mesure qui conduira fra Érasmas ainsi que ses collègues à quitter Saunt-Édhar afin de travailler avec d'autres mynstères pour comprendre ce qu'il y a dans le ciel.

## Éditions
- Anathem, William Morrow and Company, 9 septembre 2008, 928 p.  (ISBN 978-0061474095)
- Anatèm - 1, Albin Michel, coll. « Imaginaire », 26 septembre 2018, trad. Jacques Collin, 600 p.  (ISBN 978-2-226-43513-2)
- Anatèm - 2, Albin Michel, coll. « Imaginaire », 31 octobre 2018, trad. Jacques Collin, 560 p.  (ISBN 978-2-226-43514-9)
- Anatèm - 1, Le Livre de poche, coll. « Imaginaire » no 36258, 13 octobre 2021, trad. Jacques Collin, 800 p.  (ISBN 978-2-253-26044-8)
- Anatèm - 2, Le Livre de poche, coll. « Imaginaire » no 36259, 13 octobre 2021, trad. Jacques Collin, 672 p.  (ISBN 978-2-253-26045-5)
- Anatèm - Intégrale, Albin Michel, coll. « Imaginaire », 30 octobre 2024, trad. Jacques Collin, 1 200 p.  (ISBN 978-2-226-45700-4)